# Victor Naessens
Victor Naessens (Egem, 29 febbraio 1864 – Bruxelles, 23 aprile 1954) è stato un generale belga, che durante la grande guerra fu comandante di Fort de Loncin, appartenente al campo fortificato di Liegi, distinguendosi particolarmente nel corso della battaglia di Liegi.

## Biografia

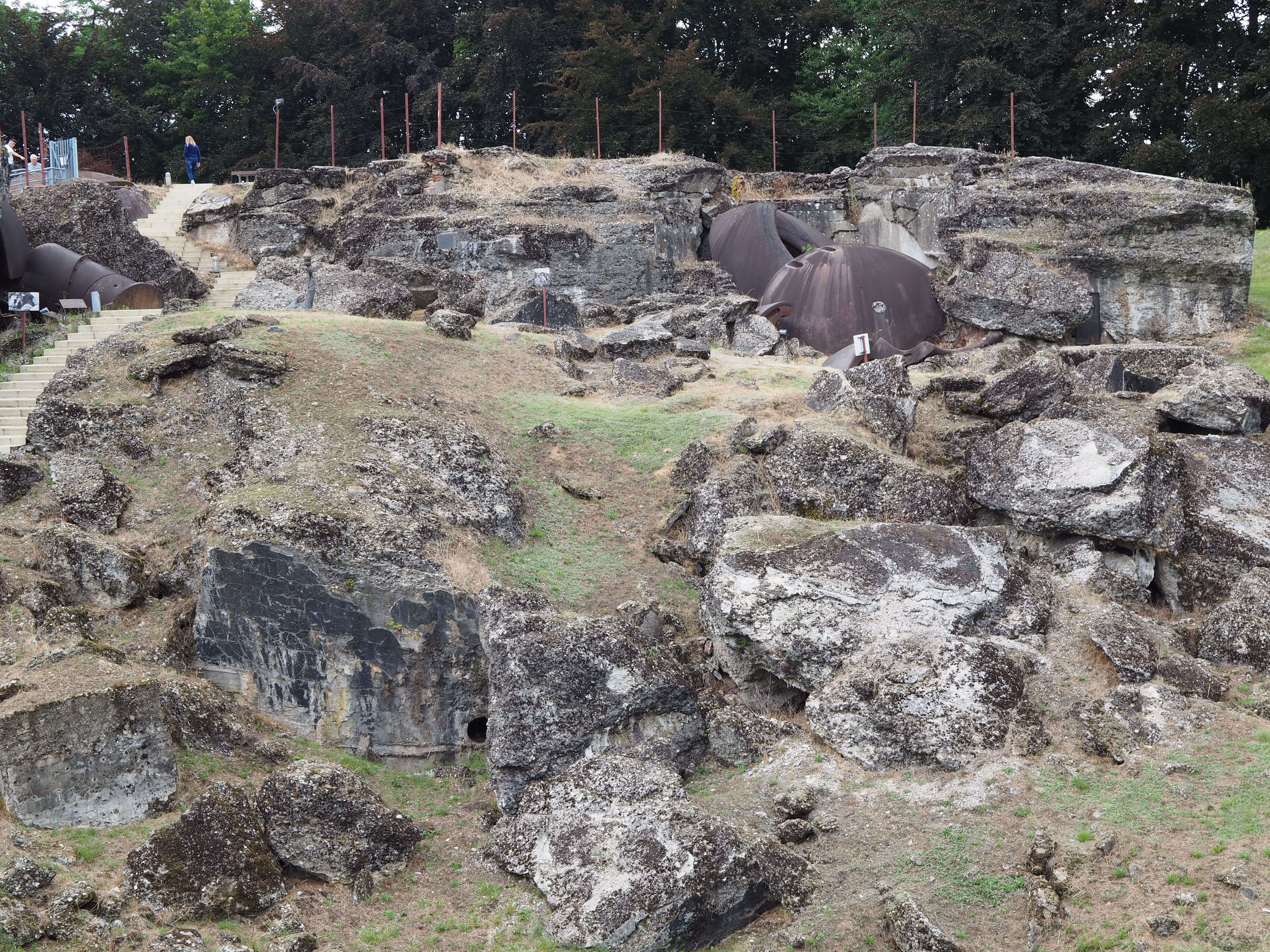
Le rovine di Fort de Loncin.

Nacque a Eeghem (ora Egem), nelle Fiandre Occidentali, il 29 febbraio 1864. Si arruolò volontario nell'esercito belga il 9 ottobre 1884, in forza al 5° Reggimento d'artiglieria. Fu promosso brigadiere il 24 marzo 1885, maresciallo il 1 ottobre 1885 e aiutante di batteria il 16 aprile 1888. Fu trasferito al 6° Reggimento d'artiglieria il 1 ottobre 1889, e promosso sottotenente il 26 dicembre 1889 e tenente il 25 settembre 1896. Fu trasferito al campo fortificato di Liegi il 1 aprile 1903, e assegnato alla Manifattura di stato di Liegi il 27 dicembre 1904. Promosso capitano il 25 giugno 1905 e capitano comandante il 26 giugno 1907, assunse il comando del Fort de Loncin nel luglio dello stesso anno.
Il 5 agosto 1914, in ossequio al piano Schlieffen, le truppe dell'esercito tedesco, al comando del generale Albert Theodor Otto von Emmich, apparvero al campo fortificato di Liegi e lanciarono un ultimatum chiedendo la resa delle fortificazioni belghe. Al netto rifiuto del suo comandante, il tenente generale Gérard Leman, nella notte tra il 5 e il 6 agosto, iniziarono le operazioni belliche. Alle 4:30 il suo quartier generale del generale Leman, installato in rue Sainte-Foy, fu attaccato da una compagnia nemica infiltratasi dietro le linee belghe. Benché l'attacco fosse respinto Leman decise di trasferire il proprio comando e il suo stato maggiore all'interno di Fort de Loncin. Le forze del generale von Emmich inizialmente non furono in grado di sfondare le fortificazioni e dovettero attendere l'arrivo degli zeppelin e  dell'artiglieria pesante: obici 42 cm M-Gerät 14 L/12 da 420 mm e altri cannoni pesanti arrivati dalla Germania e dall'Austria-Ungheria (obici Škoda da 305 mm). Dopo un intenso bombardamento durato 24 ore, alle 17:20 del 15 agosto un proiettile di grosso calibro fece esplodere i due magazzini munizioni di Fort de Loncin, dove si trovavano dodici tonnellate di esplosivo, uccidendo 350 dei 500 soldati della guarnigione. Egli fu fatto prigioniero di guerra, durante l'assalto finale tedesco, trovato tra le rovine del forte, tra i cadaveri dei suoi soldati, privo di sensi e gravemente ferito. Ricoverato all'ospedale di Liegi, dopo la convalescenza fu trasferito come prigioniero in Germania, venendo rilasciato e internato in Svizzera il 6 luglio 1918, e ritornando in Belgio il 30 novembre dello stesso anno, quando il conflitto era terminato.
Venne promosso maggiore il 26 dicembre 1918, con anzianità dal 21 novembre. Venne designato comandante del settore costiero di Nieuwpoort il 25 gennaio 1919, seguì poi i corsi di perfezionamento per ufficiali presso la Scuola di guerra dal 14 marzo 1919. Ritornò al campo fortificato di Liegi il 27 maggio 1919, venendo promosso tenente colonnello il 23 marzo 1920, con anzianità dal 12 novembre 1918, e colonnello il 26 marzo 1920. Assunse il comando dell'artiglieria del campo fortificato di Liegi il 7 ottobre 1920. Si ritirò dal servizio attivo il 29 marzo 1922.
Fu autorizzato ad aggiungere al suo cognome il suffisso "de Loncin" il 3 novembre 1939. Dopo la seconda guerra mondiale fu promosso maggior generale a titolo onorario il 24 dicembre 1951. Si spense a Bruxelles il 12 dicembre 1954.

## Pubblicazioni
- La défense du fort de Loncin, in Courrier de l’Armée,  1920.
- Loncin, con Laurent Lombard, Éditions G. Leens, , Verviers, 1939.

### Annotazioni
1. ↑   von Emmich aveva partecipato in qualità di osservatore alla grandi manovre dell'esercito belga, e aveva avuto l'occasione di conoscere il generale Leman.
2. ↑  Anche il generale Leman fu trovato nelle medesime condizioni dal maggiore Ernst Gruson, il quale inizialmente credette che fosse morto, e quando il generale rinvenne gli offrì un bicchiere d'acqua.

### Fonti
1. 1 2 3 4 5 6 7 8 9 10 11 12 13 14 15 16 17 18 19 20 21 22 23  Arquebusiers.
2. 1 2 3 4 5 6 7 8 9 10  Curieuses Histoires Belgique.
3. 1 2 3 4 5  First World War.